# 维新三杰
维新三杰是指日本明治维新时期的三位维新派代表人物。他们是：
- 木户孝允：1877年5月26日去世
- 西乡隆盛：1877年9月24日去世
- 大久保利通：1878年5月14日去世

维新派以尊皇攘夷口号推翻幕府后，建立起新的君主立憲体制，实行三权分立，選舉官吏。木户孝允首先擔任明治政府的實質執政者，实行四民平等、废刀令、废藩置县、人材优先等诸多维新法律。西鄉隆盛在多數政府要員參加岩倉使節團出訪歐美時，擔任留守，成為第二位實質執政者。明治六年因征韩论而引发政变后西乡下野，由大久保利通執政。由以上可知，三人都早逝，去世的顺序和執政的顺序也相同。

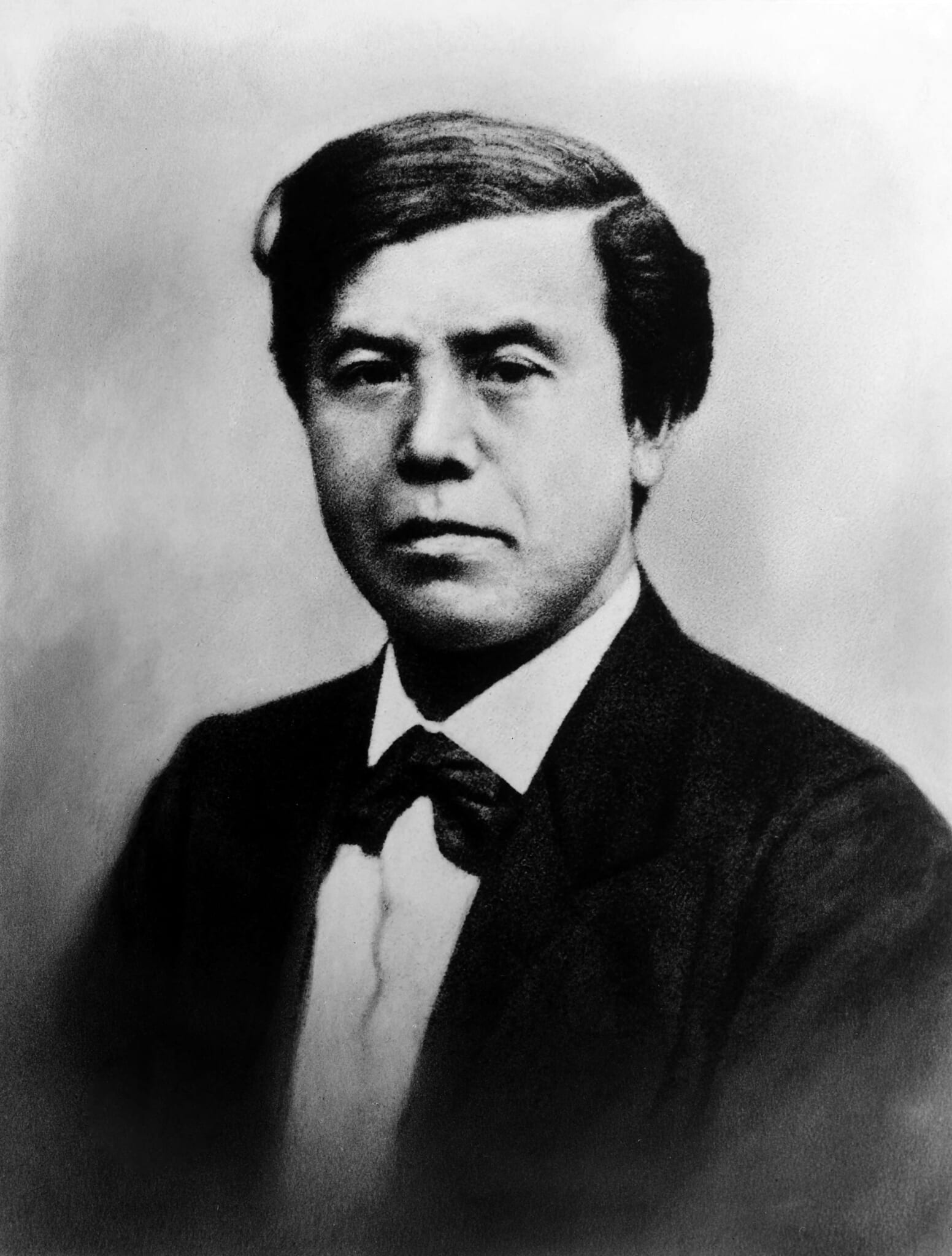
木户孝允
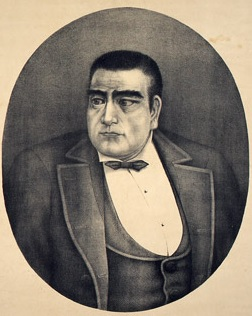
西乡隆盛
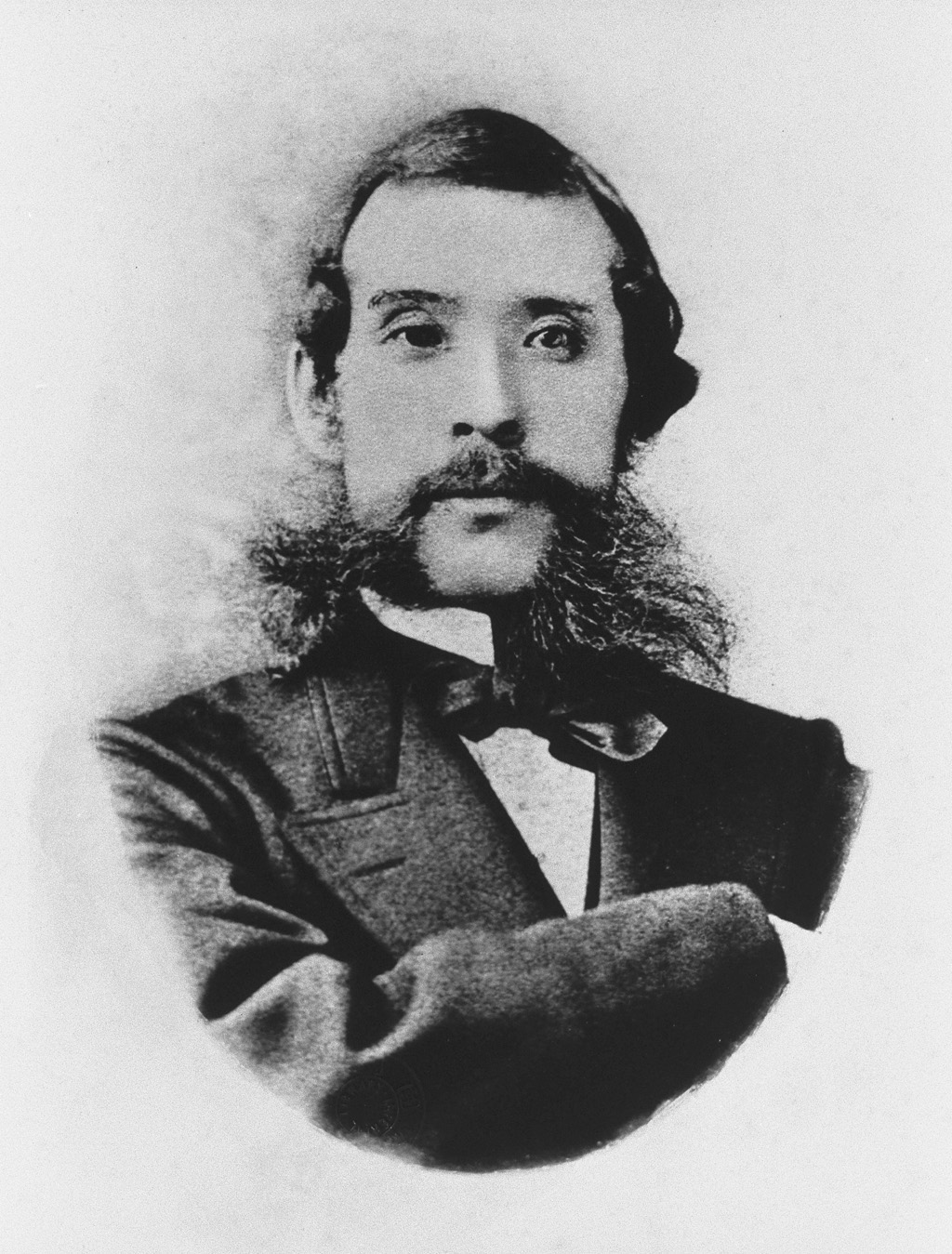
大久保利通